# Abisoye Ajayi-Akinfolarin

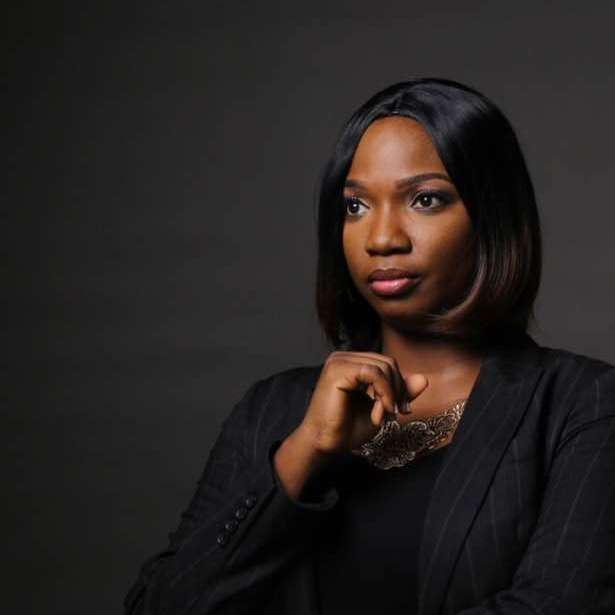
Abisoye Ajayi-Akinfolarin (2018)

Abisoye Ajayi-Akinfolarin (geboren als Abisoye Abosede Ajayi; * 19. Mai 1985 in Akure, Bundesstaat Ondo, Nigeria) ist eine nigerianische Sozialunternehmerin, die sich für die Verbesserung der Lebensbedingungen von Frauen und Mädchen einsetzt.
Sie ist die Gründerin der Pearls Africa Youth Foundation, einer Nichtregierungsorganisation mit dem Ziel, jungen Mädchen in unterversorgten Gebieten Nigerias technische Kenntnisse zu vermitteln. Am 1. November 2018 wurde Ajayi-Akinfolarin als eine von zehn CNN Heroes des Jahres auszeichnet. Im selben Monat wurde sie als eine der 100 Frauen der BBC für 2018 aufgeführt.

## Leben
Abisoye wurde in Akure, der Hauptstadt des nigerianischen Bundesstaates Ondo, geboren. Sie interessierte sich früh für Computerthemen, machte ein Praktikum in dem Bereich und absolvierte eine Ausbildung am Nigerianischen Institut für Informationstechnologie (NIIT). Sie studierte an der University of Lagos, die sie mit einem BSc in Betriebswirtschaft abschloss.
Ajayi-Akinfolarin begann ihre berufliche Karriere bei einem auf Audits und Informationssicherheit spezialisierten IT-Beratungsunternehmen mit Sitz in Lagos. Nach einem Einstieg als Praktikantin stieg sie innerhalb von sieben Jahren bis zum Associate Consultant auf. Als IT-Beraterin war Ajayi-Akinfolarin eine der wenigen Frauen in dem Fachgebiet. Eine im Jahr 2013 in Nigeria durchgeführte Regierungsumfrage ergab, dass weniger als 8 % aller Frauen im Land als Fachkräfte, im Management oder der Technologie beschäftigt sind.
Um diesen Gender-Gap zu schließen und mehr Frauen auf ihrem Fachgebiet zu fördern, gründete Ajayi-Akinfolarin 2012 die Pearls Africa Youth Foundation, eine Nichtregierungsorganisation, die – vor allem unterprivilegierte – Mädchen bei der Entwicklung technologischer Fähigkeiten unterstützt. Die Ausbildungsprogramme tragen unter anderem Bezeichnungen wie #GirlsCoding, G.C. Mentoren, GirlsInSTEM und Empowered Hands. Seit 2012 hat die Organisation (Stand 2018) über 400 jungen Mädchen und Frauen im Alter von zehn bis siebzehn Jahren praktische Kenntnisse in Computer-, Webtechnologien und Programmierung vermittelt. Die Programme sind breit aufgestellt, von sehr niedrigschwelligen Angeboten für junge, aus sehr armen Verhältnissen stammende Mädchen bis hin zu Mentoring-Programmen für junge Frauen in höheren Klassenstufen. So entwickelte etwa eine junge Frau aus dem Slum Makoko, die durch Pearls Africa programmieren gelernt hatte, eine Website, um den Fischern in ihrer Gemeinde den Direktvertrieb ihrer Produkte zu ermöglichen.
Ajayi-Akinfolarin ist Mitglied in zahlreichen regionalen und internationalen Bildungs- und Technologie-Organisationen und publiziert in internationalen Medien und Zeitschriften.

## Auszeichnungen und Ehrungen
- CNN Heroes honoree, 2018
- BBC 100 Women, 2018[7]
- ONE’s 2018 Women of the Year Awards[8]